# Life at the Zoo
Life at the Zoo (engl. Verleihtitel für Жизнь в зоопарке; auf Deutsch: Leben im Zoo) ist ein russischer Dokumentar-Kurzfilm, der 1947 bei den 19. Academy Awards in der Kategorie „Bester Dokumentar-Kurzfilm“ für einen Oscar nominiert war.
Die Auszeichnung ging jedoch an den vom U.S. War Dept. erstellten Propagandafilm Seeds of Destiny.

## Inhalt
Der Film schildert das Leben der tierischen Bewohner eines Moskauer Zoos und das der Personen, die sich um sie kümmern. Auch während des Krieges muss das Leben im Zoo irgendwie funktionieren, denn im Zoo der russischen Hauptstadt leben viele Tiere, die versorgt und betreut sein wollen. Das ist in entbehrungsreichen Phasen besonders schwierig. Auch für die Menschen gewinnen die Tiere an Bedeutung in einer Zeit, da alles im Umsturz ist. So finden einige Tiere auch Eingang in Filme und Bücher und werden zu tierischen Helden hochstilisiert. Natürlich ist das Leben im Zoo nicht zu vergleichen mit dem Leben, das Tiere in der Wildnis führen, aber ihre Pfleger und Betreuer setzen alles daran, ihnen die Pflege angedeihen zu lassen, die sie für ihr Wohlbefinden benötigen.

## Auszeichnung
- 1947: Oscarnominierung in der Kategorie „Bester Dokumentar-Kurzfilm“